# Megasternini

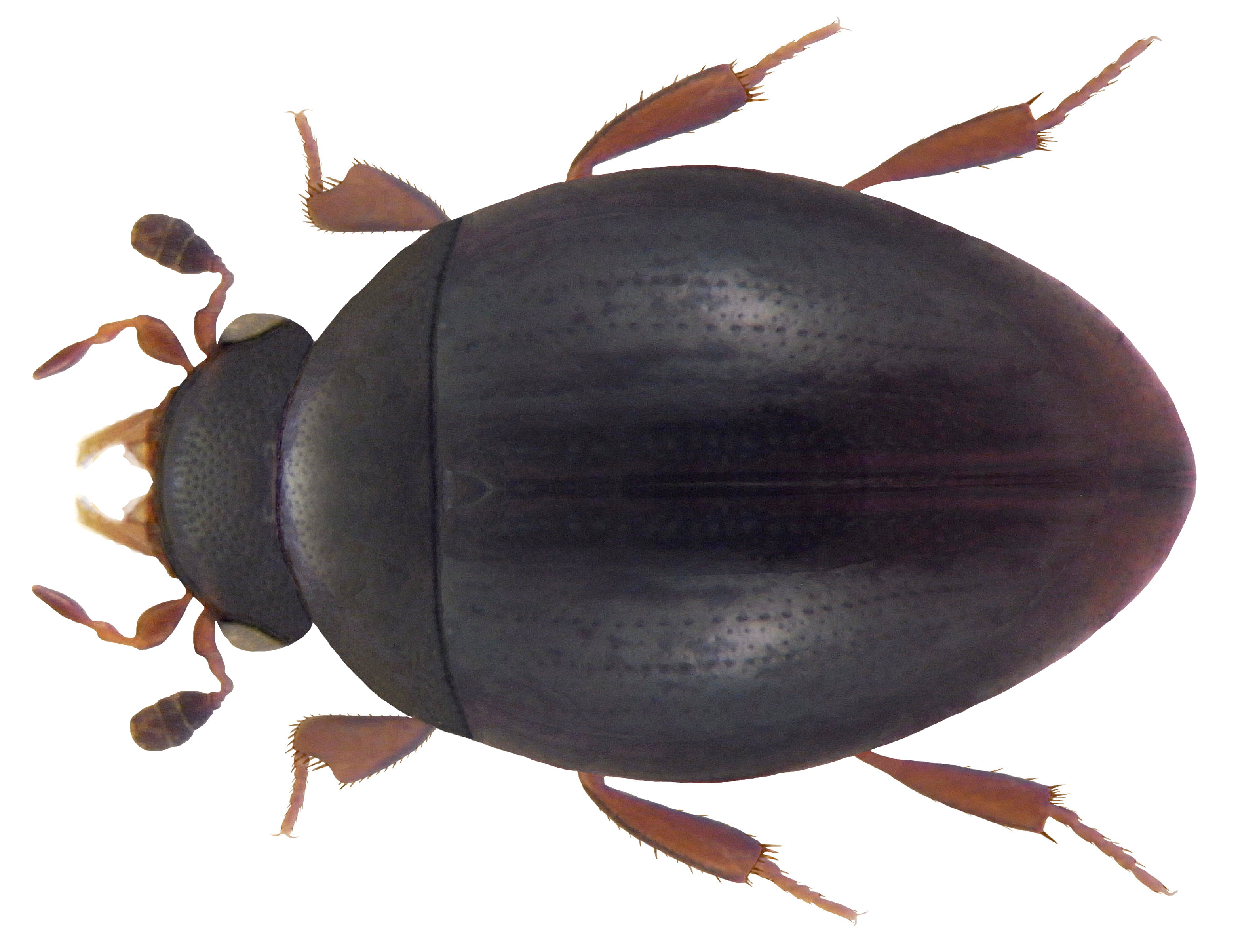
Megasternum concinnum

Megasternini – plemię chrząszczy z rodziny kałużnicowatych i podrodziny gomolatek. Obejmuje około 550 opisanych gatunków zgrupowanych w 51 rodzajach.

## Morfologia

### Owad dorosły
Chrząszcze zwykle o ciele długości od 1 do 3 mm, tym niemniej osiągające długość do 7,5 mm. Głowa jest prognatyczna, o przedniej krawędzi nadustka wyciętej przed oczami, dzięki czemu podstawy czułków widoczne są patrząc od góry; jedynie u Ercycydes owe wycięcia są słabo wykształcone. Czułki buduje dziewięć członów, z których trzy ostatnie formują zwartą buławkę. Z wyjątkiem rodzajów Ceronocyton i Psuedoosternum samca mają na każdej szczęce brzusznie umieszczoną, drobną, okrągłą przyssawkę. Głaszczki szczękowe są krótkie, znacznie krótsze od czułków. Warga dolna cechuje się zbiegającymi ku przodowi i pozbawionymi szeregów szczecinek krawędziami bocznymi bródki. Przedplecze ma kompletne i niezmodyfikowane listewki krawędziowe. Tarczka jest z tyłu zaostrzona. Pokrywy typowo mają po dziewięć lub dziesięć rzędów punktów i pozbawione są rządków przytarczkowych, rzadko rzędy nie występują wcale. W użyłkowaniu skrzydeł tylnej pary obecna jest synapomorfia w postaci biorącej początek nieco przed pętlą radialno-medialną ostrogi środkowej. Poza tym skrzydła te cechują się bardzo krótką komórką bazalną, brakiem komórki klinowatej, osadzoną przed pętlą medialno-kubitalną ostrogą kubitalną i brakiem płata jugalnego. Na spodzie przedtułowia niemal zawsze występują dobrze rozwinięte rowki do chowania czułków na hypomerach. Na środku przedpiersia znajduje się żeberko lub wyniesiona płytka. Brak jest szwu anapleuralnego. Śródpiersie zwykle dysponuje rowkami, w które wchodzą biodra przedniej pary odnóży. Pośrodku śródpiersia leży wydłużona lub pięciokątna płytka, brak natomiast dołka przednio-środkowego. Odnóża mają pozbawione gęstego owłosienia po brzusznej stronie uda oraz pięcioczłonowe stopy, w tym środkową i tylną ich parę o członie pierwszym znacznie dłuższym niż drugi. Na spodzie odwłoka widocznych jest pięć wolnych sternitów, z których pierwszy jest wyraźnie wydłużony i wypuszcza zaostrzony wyrostek międzybiodrowy, a ostatni ma całobrzegą krawędź tylną.

### Larwa
Larwa ma nieco grzbietobrzusznie spłaszczoną głowę o niezbiegających się ku tyłowi szwach czołowych oraz gładkiej, pozbawionej uzębionego nasale, jak i wydatnych adnasaliów krawędzi przedniej po lewej stronie opatrzonej małym, płytkim, owłosionym wcięciem. Oczka larwalne zlewają się tworząc jedną parę plamek ocznych. Budowa żuwaczek jest niesymetryczna – na prawej znajduje się jeden, rzadko dwa ząbki wewnętrzne, a na lewej ząbków brak. Szczęki mają zaopatrzone w liczne i tęgie szczecinki powierzchnie wewnętrzne pieńków oraz zredukowane, błoniaste wyrostki wewnętrzne dźwigaczy głaszczków. Niewielka warga dolna odznacza się obecnością dużego, niesymetrycznego, gęsto porośniętego owłosieniem płata podgębiowego oraz brakiem języczka. Odnóża są silnie uwstecznione, zbudowane z co najwyżej trzech członów, a niekiedy zachowane tylko w postaci niewielkich, porośniętych szczecinkami lub kolcami wzgórków. Odwłok pozbawiony jest palcowatych wyrostków i ma na szczycie wykształcony przedsionek przetchlinkowy.

## Ekologia i występowanie
Larwy i postacie dorosłe zamieszkują te same siedliska. Większość przedstawicieli plemienia to owady lądowe, aczkolwiek wybierające mikrosiedliska wilgotne, zwykle z dużą zawartością wody. Zasiedlają rozkładającą się materię organiczną, w tym ściółkę, przejrzałe owoce, napływki, odchody ssaków, a rzadziej ptaków, tudzież mrowiska. Niektóre gatunki wtórnie wróciły do środowiska wodnego zasiedlając wilgotny detrytus u pobrzeży wód lub fitotelmy, np. w kwiatostanach helikoniowatych i imbirowatych czy ułamanych bambusach.
Plemię kosmopolityczne, znane ze wszystkich krain zoogeograficznych. Największą różnorodność osiągają w strefie wilgotnych lasów równikowych. Z Palearktyki wykazano ponad 130 gatunków. W Polsce stwierdzono 25 gatunków z trzech rodzajów (zobacz rodzaje Cercyon, Cryptopleurum i Megasternum w: kałużnicowate Polski).

## Taksonomia
Takson ten wprowadził w 1844 roku Étienne Mulsant pod nazwą Mégasternaires. 
Do plemienia zalicza się około 550 opisanych gatunków zgrupowanych w 51 rodzajach:

- Acaryon Hebauer, 2003
- Agna Smetana, 1978
- Armostus Sharp, 1890
- Australocyon Hansen, 1990
- Bolbonotum Hansen, 1999
- Cenebriophilus Hansen, 1990
- Cercillum Knisch, 1920
- Cercyodes Broun, 1886
- Cercyon Leach, 1817 – wagisz
- Ceronocyton Hansen, 1990
- Cetiocyon Hansen, 1990
- Chledocyon Hansen, 1990
- Colerus Hansen, 1999
- Cryptopleurum Mulsant, 1844 – kryjotek
- Cycreon d'Orchymont, 1919
- Cycrillum Knisch, 1921
- Cyrtonion Hansen, 1989
- Delimetrium Hansen, 1999
- Deltostethus Sharp, 1882
- Emmidolium d'Orchymont, 1937
- Ercycodes Hansen, 1990
- Evanesternum Arriaga-Varela, Seidel et Fikáček, 2018
- Gillisius d'Orchymont, 1925
- Himalcercyon Hebauer, 2002
- Kahanga Hansen, 1999
- Kanala Balfour-Browne, 1939
- Megasternum Mulsant, 1844 – napierśnik
- Moraphilus d'Orchymont, 1925
- Morastus d'Orchymont, 1926
- Motonerus Hansen, 1989
- Nipponocercyon Satô, 1963
- Nitidulodes Sharp, 1882
- Notocercyon Blackburn, 1898
- Oosternum Sharp, 1882
- Oreocyon Hebauer, 2002
- Pachysternum Motschulsky, 1863
- Pacrillum d'Orchymont, 1941
- Parastromus Balfour-Browne, 1948
- Paroosternum Scott, 1913
- Pelocyon Balfour-Browne, 1950
- Pelosoma Mulsant, 1844
- Peltocercyon d'Orchymont, 1925
- Pilocnema Hansen, 1990
- Platycyon Hansen, 1999
- Pyretus Balfour-Browne, 1950
- Pseucyon d'Orchymont, 1948
- Pseudocercyon d'Orchymont, 1926
- Pseudoosternum Hansen, 1990
- Quadristernum Balfour-Browne, 1950
- Sacosternum Hansen, 1989
- Tectosternum Balfour-Brown, 1958